# 2010 au Kenya
2008 au Kenya - 2009 au Kenya - 2010 au Kenya - 2011 au Kenya - 2012 au Kenya
 2008 par pays en Afrique - 2009 par pays en Afrique - 2010 par pays en Afrique - 2011 par pays en Afrique - 2012 par pays en Afrique -

## Chronologie

### Janvier 2010
- Lundi 4 janvier 2010 : 22 personnes, dont plusieurs enfants, ont été tuées depuis Noël dans des inondations qui ont frappé plusieurs régions du pays sévèrement touchées par la sécheresse ces derniers mois. Au moins 20 000 personnes ont été déplacées à la suite de ces inondations qui ont détruit de nombreuses habitations.

- Jeudi 14 janvier 2010 : lors d'un contrôle de police, un engin explosif de forte puissance a été découvert à bord d'un minibus effectuant le trajet entre Nairobi et Nakuru, une ville de la vallée du Rift. Il s'agit d'une bombe à mortier capable de détruire un bâtiment. Une chasse à l'homme a été lancée pour retrouver le propriétaire du sac contenant l'engin, et qui s'est éclipsé dès le début de la fouille.

- Vendredi 15 janvier 2010 : affrontements entre forces de l'ordre et partisans de l'imam radical jamaïcain, Abdullah al-Faisal (45 ans), qui réclamaient sa libération. Des gaz lacrymogènes et des balles réelles ont été tirés faisant 5 morts et des blessés, aux abords de la mosquée al-Jammiah au centre de Nairobi. Les manifestants, en majorité Somaliens, brandissaient des pancartes réclamant la libération de l'imam qui, après avoir passé quatre ans en prison au Royaume-Uni pour incitation à la haine raciale — il avait appelé dans ses prêches à tuer des Juifs, des Hindous et des Occidentaux — avait été arrêté le 31 décembre dans la ville côtière de Mombasa (sud-est)[1],[2].

- Jeudi 21 janvier 2010 : un imam radical jamaïcain, Abdullah al-Faisal est expulsé vers son pays d'origine.

### Février 2010
- Mercredi 10 février 2010 : le Service de la faune entame le spectaculaire transfert de quelque 7 000 zèbres depuis la réserve privée de Soysambu vers le parc d'Amboseli — à environ 300 kilomètres plus au sud, vers la frontière tanzanienne —, frappé par la sécheresse, où ils serviront de gibier aux hyènes et aux lions. Cette opération durera jusqu'au 28 février, pour un coût de 1,3 million de dollars, vise à repeupler Amboseli en gibier afin d'éviter que les lions et les hyènes n'attaquent les troupeaux de bétails aux alentours de ce parc national, l'une des principales attractions touristiques du pays[3].

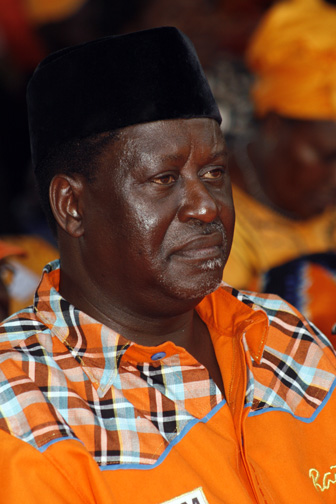
Raila Odinga
(octobre 2007)

- Dimanche 14 février 2010 : le premier ministre, Raila Odinga, annonce la suspension pour trois mois des ministres de l'Agriculture, William Ruto, et de l'Éducation, Samuel Ongeri, qui doivent faire l'objet d'une enquête pour corruption.

- Lundi 22 février 2010 : la police libère un Canadien enlevé il y a une semaine à Nairobi. Lors de l'opération deux des preneurs d'otage ont été tués. Les preneurs d'otage ont agi pour des motifs criminels et avaient réclamé le paiement d'une rançon à la famille.

### Mars 2010
- Vendredi 5 mars 2010 : le bilan des inondations dans plusieurs régions dues aux pluies torrentielles, est d'au moins 6 morts à Nakuru et à Marsabit et de dizaines de disparus, nécessitant l'évacuation par hélicoptères de plus de 500 touristes dans les parcs.

- Mardi 9 mars 2010 : les pirates somaliens ont capturé un bateau de pêche, le «  MV Sakoba », battant pavillon kényan avec 16 membres d'équipage à bord, et qui pourrait être utilisé comme « bateau-mère » pour lancer de nouvelles attaques dans l'océan Indien. Le capitaine est espagnol et les 15 autres marins à bord sont originaires du Kenya, de Pologne, du Sénégal, du Cap-Vert et de Namibie.

- Samedi 20 mars 2010 : la tribu des Endorois (60 000 personnes) célèbre la décision récente de l'Union africaine leur donnant le droit de réintégrer leurs terres ancestrales du lac Bogoria (200 km au nord de Nairobi) après en avoir été expulsés en 1973, sans préavis ni compensation, pour créer la réserve nationale du Lac Bogoria, connue entre autres des ornithologues pour sa diversité[4].

- Mercredi 31 mars 2010 : des pirates lourdement armés ont violemment attaqué sans succès le cargo nord-coréens « MV Chol San Bong Chong Nyon Ho » au large des côtes kényanes alors qu'il se dirigeait vers Mombasa. Lors des violences subies au moment de l'abordage 9 membres de l'équipage ont été blessés dont 4 grièvement.

### Avril 2010
- Jeudi 1er avril 2010 : les députés adoptent le projet de nouvelle constitution qui sera soumis à référendum cette année, ouvrant la voie à l'adoption d'une des principales réformes décidées après les violences post-électorales meurtrières de fin 2007-début 2008. Les députés n'ont pas apporté de modification au texte, aucun des quelque 160 amendements déposés n'ayant atteint la majorité des 65 % de votes requis. Ce projet de nouvelle constitution conserve le régime présidentiel mais le tempère d'importants garde-fous qui constituent autant de nouveautés par rapport au texte en vigueur qui remonte à l'indépendance en 1963. Il supprime en outre le poste de premier ministre, une fonction créée en 2008 à la faveur de l'accord de partage du pouvoir signé pour mettre fin aux violences post-électorales. Le nouveau texte prévoit l'impossibilité de cumuler les fonctions de député et de ministre et soumet une nomination par le président au vote du parlement. Le texte comprend également la création d'un Sénat et d'une Cour suprême et prévoit une procédure de destitution du président par les deux chambres législatives.

### Mai 2010
- Mardi 4 mai 2010 : un diplomate saoudien en poste au Kenya, Mohammad Mahmoud ben Muhammad, qui occupe le poste d'attaché aux affaires religieuses à l'ambassade saoudienne a été gravement blessé lors d'une agression par quatre hommes armés à son domicile à Nairobi.

- Lundi 10 mai 2010 : le ministre de la justice, Mutula Kilonzo s'est engagé, au nom du Kenya, devant le Conseil des droits de l'homme de l'ONU à « coopérer pleinement » avec la Cour pénale internationale sur les violences post-électorales en 2007, à « assurer la protection des témoins contre l'intimidation et la violence » et a accepté de « prendre des mesures supplémentaires pour prévenir l'impunité des auteurs des violences post-électorales ». Les violences politico-ethniques qui avaient suivi la réélection contestée du président Kibaki, le 27 décembre 2007, accusé de fraude électorale par le parti de M. Odinga, ont fait, selon l'accusation, environ 1 200 morts, 3 561 blessés et 350 000 déplacés. Selon le procureur de la CPI Luis Moreno-Ocampo, « il est important d'enquêter sur ces crimes afin de s'assurer que les élections de 2012 au Kenya seront paisibles »[5].

- Mercredi 12 mai 2010 : manifestation d'une centaine de Masaï qui ont bloqué l'exploitation de quatre puits d'exploitation géothermique sur le site d'Olkaria pour protester contre la détérioration de leurs conditions de vie provoquée selon eux par cette production, jugée cruciale pour l'avenir énergétique du pays. Selon ces éleveurs nomades, l'exploitation de l'eau et de la vapeur d'eau souterraines à fins de production d'électricité dégrade les sols de ces terres traditionnelles masaï et suscite des nuisances sonores et serait la cause de la mort du bétail qui boit « l'eau empoisonnée » des puits[6].

- Jeudi 13 mai 2010 : 77 personnes, dont plusieurs enfants, ont été tuées depuis Noël dans des inondations qui ont frappé plusieurs régions du pays sévèrement touchées par la sécheresse ces derniers mois. Quelque 128 000 personnes ont été déplacées à la suite de ces inondations qui ont détruit plus de 10 000 habitations.

### Juin 2010
- Vendredi 11 juin 2010 : un tueur en série qui avait avoué avoir tué 14 personnes — exclusivement des femmes et des enfants —, le plus souvent pour boire leur sang pour obéir à un mystérieux rite occulte —, révèle à la police cinq nouveaux lieux où il a commis des crimes l'an dernier à Nairobi. Le tueur, qui passait pour un mari discret et sans histoire, a aussi révélé avoir eu pour objectif de parvenir à un total de cent victimes. La police a aussi interpellé une enseignante que le tueur a impliquée comme son initiatrice dans ces meurtres rituels.

- Dimanche 13 juin 2010 : un double attentat à l'explosif, contre un rassemblement d'opposants au projet de nouvelle Constitution kényane à Nairobi, tue 5 personnes et en blesse 79 autres. À l'appel d'églises protestantes évangéliques, plusieurs milliers de personnes étaient rassemblées dans le parc Uhuru, en plein centre de la capitale, pour protester contre le projet de futur Constitution du pays, qui doit être soumis à référendum en août prochain[7],[8].

### Juillet 2010
- Mardi 6 juillet 2010 : la police démantèle un gang mafieux de 120 malfrats qui pratiquait l'extorsion de fonds auprès d'un réseau de minibus à Nairobi. Le groupe était ultra-violent et tuait ses victimes, les dépeçait, les décapitait ou leur arrachait les yeux[9].

- Vendredi 23 juillet 2010 : selon le département d'État américain, « depuis les attentats du 11 juillet en Ouganda, que le groupe terroriste al Chabaab a revendiqués, des menaces croissantes sont apparues dans les espaces publics d'Afrique oriental » et particulièrement sur la frontière entre le Kenya et la Somalie le long de laquelle les deux camps, armée kéniane et insurgés islamistes shebab, ont envoyé des renforts armés.

### Août 2010
- Lundi 2 août 2010 : la Commission européenne verse 15 millions d'euros pour venir en aide à la population somalienne vivant dans les camps de Dadaab, à la frontière avec la Somalie. Il s'agit des plus grands camps de réfugiés au monde, qui accueillent plus de 278 000 personnes. Ce financement permettra de construire une nouvelle extension prévue pour accueillir 100 000 personnes supplémentaires sur des terrains attribués par les autorités kényanes.

- Mercredi 4 août 2010 : référendum pour une nouvelle Constitution en remplacement de celle adoptée en 1963 lors de l'Indépendant du pays. Le « oui » l'a emporté à 67,25 % avec un taux de participation de 71 %. Ce référendum fait partie de l'accord signé en 2008 à la suite de la réélection contestée du président Kibaki. La nouvelle Constitution maintient le régime présidentiel mais avec la possibilité de destitution et un contrôle accru de l'Assemblée nationale sur les nominations; elle crée un Sénat et amorce la décentralisation des territoires; elle prévoit aussi une importante réforme de la propriété foncière (acquisition des terres publiques, taille maximum, droit d'héritage des femmes)[10].

- Mercredi 18 août 2010 : à la suite de son opération au cerveau du mois dernier, le premier ministre Raila Odinga se rend en Italie pour sa convalescence.

- Vendredi 27 août 2010 : cérémonie de promulgation de la nouvelle Constitution.

- Dimanche 29 août 2010 : une polémique internationale se développe au sujet de la présence à Nairobi, pour la cérémonie de promulgation de la nouvelle Constitution, du président soudanais Omar el-Bechir, recherché pour génocide, crimes de guerre et crimes contre l'humanité, et contre lequel la Cour pénale internationale (CPI) a émis deux mandats d'arrêt. Le Kenya, signataire du traité de Rome créant la CPI, avait théoriquement l'obligation de l'interpeller. Selon le ministre des Affaires étrangères, Moses Wetangula : « Le président Béchir est ici parce que nous avons invité tous nos voisins et que c'est un voisin […] Nous n'avons à nous excuser […] parce que je suis sûr que nous améliorons la paix, la sécurité et la stabilité dans la région ».

### Septembre 2010
- Dimanche 26 septembre 2010 : le Kényan Patrick Makau (25 ans) a remporté la 37e édition du marathon de Berlin avec un temps de 2 heures 5 minutes et 8 secondes, devant son compatriote Geoffrey Mutai et l'Éthiopien  Bazu Worku, cependant il a échoué dans sa  tentative de battre le record du monde du marathon de l'Éthiopien Haile Gebreselassie (2:03.59) établi sur ce même parcours en 2008 en raison de conditions climatiques plus difficiles[11].

- Mercredi 29 septembre 2010 : des pirates se sont emparés, à 45 milles nautiques de Mombasa, d'un navire des Émirats arabes unis battant pavillon panaméen, le « MT Asphalt Venture », transportant du bitume, avec 15 membres d'équipage indiens.

### Octobre 2010
- Samedi 9 octobre 2010 : des pirates somaliens se sont emparés, près de l'île kényane de Lamu, d'un chalutier sud-coréen de 241 tonnes, avec 43 personnes à bord (2 Sud-Coréens, 2 Chinois et 39 Kényans).

- Dimanche 10 octobre 2010 : des pirates somaliens se sont emparés, au large du Kenya, d'un cargo japonais de 14 000 tonnes, l'« Izumi », transportant de l'acier pour le port de Mombasa, avec 20 membres d'équipage philippins.

- Samedi 23 octobre 2010 : une bousculade devant le Nyayo National Stadium de Nairobi,  avant une rencontre de football, cause la mort de 7 supporters et en blesse 12 autres grièvement. Les victimes ont été piétinées alors que les supporteurs des deux équipes se massaient aux deux entrées du stade. Le match a tout de même été joué.

- Mercredi 27 octobre 2010 : le ministre des Affaires étrangères, Moses Wetangula, annonce à la presse qu'il quittait le gouvernement face aux accusations de corruption dont il est l'objet dans une série de transactions immobilières de son ministère à l'étranger. Il a été longuement et vivement questionné la veille par le Parlement, notamment sur sa décision de refuser un terrain proposé par le gouvernement japonais en plein centre de Tokyo, préférant acquérir pour 13,6 millions d'euros cette année un bâtiment plus éloigné pour servir d'ambassade, contre l'avis d'un cabinet immobilier[12].

- Dimanche 31 octobre 2010 : trois coureurs kényans — Raymond Bett, Jonathan Kipkorir et Edwin Kimutai — ont remporté le marathon d'Athènes auquel ont participé quelque 12 000 sportifs. Le vainqueur s'est imposé en 2 heures 12 minutes et 40 secondes[13].

### Novembre 2010
- Vendredi 5 novembre 2010 : un juge de Mombasa a ordonné la remise en liberté de 17 pirates somaliens arrêtés dans le Golfe d'Aden, pour manque de preuves. Cet acquittement constitue une première depuis la conclusion en mars 2009 d'un accord par lequel le Kenya avait accepté de juger et de détenir des pirates arrêtés par la force internationale anti-piraterie en dehors de ses eaux territoriales.

- Dimanche 7 novembre 2010 : un policier jaloux a tué dix personnes lors d'un carnage commis dans deux bars de la ville de Siakago (centre) parce qu'il croyait que sa fiancée s'amusait sans lui en compagnie de certains de ses collègues[14].

- Mardi 9 novembre 2010 : un juge de Mombasa a ordonné la remise en liberté de 9 pirates somaliens arrêtés dans le Golfe d'Aden, en estimant que ces personnes « extrêmement vulnérables » étaient détenues au Kenya en violation de leurs droits fondamentaux à la liberté et à la sécurité, tel que proclamé par la nouvelle Constitution adoptée par le Kenya en août dernier. Ils avaient été arrêtés le 9 mars 2009 après avoir attaqué le cargo « MV Courier » en ouvrant le feu contre lui à l'arme automatique et au lance-grenades[15].

### Décembre 2010
- Mercredi 8 décembre 2010 :  selon un document secret rédigé en décembre 2004 par l'ambassade américaine à Nairobi et publié par WikiLeaks : « Les gangs internationaux de trafiquants de drogue bénéficient de l'impunité au Kenya » . Le 16 novembre 2010, l'ambassadeur américain déclare publiquement que le Kenya est « un pays significatif pour le transit de la cocaïne en provenance d'Amérique du Sud vers l'Europe ».

- Samedi 11 décembre 2010 : des singapouriens sont arrêtés à l'aéroport de Nairobi avec 92 kg d'ivoire.

- Lundi 20 décembre 2010 : un attentat à la bombe contre un autobus dans le centre de Nairobi fait 3 morts et 23 blessés. Selon un témoin, trois personnes qui tentaient de monter à bord du bus, ont actionné l'engin explosif au moment où un garde de sécurité leur demandait de vérifier leur bagage. Selon le chef de la police locale, il existait de « fortes indications » que des groupes islamistes préparaient des attentats avant Noël.

- Samedi 25 décembre 2010 : une Thaïlandaise, en transit de Maputo à Bangkok, est arrêtée à l'aéroport de Nairobi avec 20 kg d'ivoire sous forme de bijoux.